# Туфиги, Хомайон
Хомайон Туфиги (перс. همایون توفیقی‎, англ. Homayoon Toufighi; род. 21 марта 1990, Решт) — турецкий, иранский шахматист, гроссмейстер (2010).
Участник 2-х чемпионатов мира среди юниоров (2006, 2008) и 3-х личных чемпионатов Азии (2007, 2009—2010).
В составе национальной сборной — участник следующих соревнований:
- 2 юношеские олимпиады (2004—2006);
- 2-е Азиатские игры в помещениях (2007) в Макао;
- 2 олимпиады (2010, 2014);
- 3 командных чемпионата Азии (2005, 2009, 2014). В 2009 команда Ирана завоевала бронзовые медали;
- 16-е Азиатские игры (2010) в г. Гуанчжоу[1].

В составе команды «Рах Ахан» (г. Тегеран) участник 1-го Клубного кубка Азии (2008) в Эль-Айне.
По состоянию на ноябрь 2022 года занимал 26-ю позицию в рейтинг-листе активных иранских шахматистов и 30-е место среди всех шахматистов Ирана.

## Изменения рейтинга
| Графики недоступны из-за технических проблем. См. информацию на Фабрикаторе и на mediawiki.org. |